# Liste der städtischen Denkmalzonen in Tschechien
Die Liste der städtischen Denkmalzonen in Tschechien enthält alle Städte, in denen insgesamt 253 städtische Denkmalzonen ausgewiesen sind. Die Schutzwürdigkeit ergibt sich aus dem besonderen historischen Verhältnis oder als Teil der umgebenden Landschaft des Ortes. Denkmalzonen haben weniger schutzwürdige Gebäude als Denkmalreservate. 
Die Liste ist nach den Regionen (Kraj) gegliedert. 
Die Aufnahme der Orte in die Denkmalliste erfolgte in den Jahren 1990 bis 2004.

## HauptstadtPrag
Im Stadtgebiet von Prag sind außerdem ein städtisches Denkmalreservat sowie dörfliche Denkmalreservate und dörfliche Denkmalzonen ausgewiesen.
| Verwaltungsbezirk       | Wappen | Ort                                                                                        | Jahr | Bild |
| ----------------------- | ------ | ------------------------------------------------------------------------------------------ | ---- | ---- |
| Prag 2, Prag 3, Prag 10 |        | Vinohrady, Žižkov, Vršovice (Prag-Königliche Weinberge, Zizkow, Werschowitz)               | 1993 |      |
| Prag 4                  |        | Nusle (Prag-Nusl)                                                                          | 1993 |      |
| Prag 5                  |        | Barrandov (Prag-Barrandow)                                                                 | 1993 |      |
| Prag 5                  |        | Smíchov (Prag-Smichow)                                                                     | 1993 |      |
| Prag 6                  |        | Praha-Dejvice, osada Baba (Prag-Dejwitz, Werkbundsiedlung Prag-Baba)                       | 1993 |      |
| Prag 6, Prag 7          |        | Praha-Dejvice, Bubeneč, horní Holešovice (Prag-Dejwitz, Bubenetsch und Ober-Holleschowitz) | 1993 |      |
| Prag 6                  |        | Praha-Střešovice, Staré Střešovice (Prag-Streschowitz, Alt-Streschowitz)                   | 2003 |      |
| Praha 6                 |        | Praha-Břevnov, Tejnka (Prag-Breunau, OT Tejnka)                                            | 2003 |      |
| Praha 6                 |        | Praha-Střešovice, Ořechovka (Prag-Streschowitz, Villenkolonie Ořechovka)                   | 1991 |      |
| Prag 8                  |        | Karlín (Prag-Karolinenthal)                                                                | 2003 |      |

## Středočeský kraj(Mittelböhmische Region)
| Kreis          | Wappen | Ort                                          | Jahr | Bild |
| -------------- | ------ | -------------------------------------------- | ---- | ---- |
| Benešov        |        | Načeradec (Natscheradetz)                    | 2003 |      |
| Beroun         |        | Beroun (Beraun)                              | 1992 |      |
| Kladno         |        | Slaný (Schlan)                               | 1992 |      |
| Kladno         |        | Smečno (Smetschno)                           | 1992 |      |
| Kladno         |        | Unhošť (Unhoscht)                            | 2003 |      |
| Kladno         |        | Velvary (Welwarn)                            | 1992 |      |
| Kolín          |        | Český Brod (Böhmisch Brod)                   | 1990 |      |
| Kolín          |        | Kostelec nad Černými lesy (Schwarzkosteletz) | 1992 |      |
| Kolín          |        | Kouřim (Gurim)                               | 1992 |      |
| Kolín          |        | Týnec nad Labem (Elbeteinitz)                | 2003 |      |
| Kutná Hora     |        | Čáslav (Czaslau)                             | 1992 |      |
| Kutná Hora     |        | Malešov (Maleschau)                          | 2003 |      |
| Kutná Hora     |        | Nové Dvory (Neuhof)                          | 1988 |      |
| Kutná Hora     |        | Rataje nad Sázavou (Rattay)                  | 2003 |      |
| Mělník         |        | Kostelec nad Labem (Elbekosteletz)           | 2003 |      |
| Mělník         |        | Mělník (Melnik)                              | 1992 |      |
| Mělník         |        | Mšeno (Mscheno)                              | 2003 |      |
| Mladá Boleslav |        | Bělá pod Bezdězem (Weißwasser)               | 1992 |      |
| Mladá Boleslav |        | Benátky nad Jizerou (Benatek)                | 1990 |      |
| Mladá Boleslav |        | Mladá Boleslav (Jungbunzlau)                 | 1992 |      |
| Mladá Boleslav |        | Mnichovo Hradiště (Münchengrätz)             | 1990 |      |
| Nymburk        |        | Lysá nad Labem (Lissa an der Elbe)           | 2003 |      |
| Nymburk        |        | Nymburk (Nimburg)                            | 1992 |      |
| Nymburk        |        | Poděbrady (Podiebrad)                        | 1992 |      |
| Praha-východ   |        | Brandýs nad Labem (Brandeis an der Elbe)     | 1992 |      |
| Praha-východ   |        | Ondřejov (Ondrejow)                          | 2003 |      |
| Praha-východ   |        | Stará Boleslav (Altbunzlau)                  | 1992 |      |
| Praha-západ    |        | Jílové u Prahy (Eule)                        | 1992 |      |
| Praha-západ    |        | Mníšek pod Brdy (Mnischek)                   | 1995 |      |
| Příbram        |        | Březnice (Bresnitz)                          | 1990 |      |
| Příbram        |        | Nový Knín (Neuknin)                          | 1990 |      |
| Příbram        |        | Rožmitál pod Třemšínem (Rozmital)            | 1990 |      |
| Příbram        |        | Sedlec-Prčice (Sedletz-Pertschitz)           | 1992 |      |
| Rakovník       |        | Rakovník (Rakonitz)                          | 1992 |      |

## Jihočeský kraj(Südböhmische Region)
| Kreis             | Wappen | Ort | Jahr | Bild |
| ----------------- | ------ | --- | ---- | ---- |
| České Budějovice  |        | Nové Hrady (Gratzen) | 1990 |      |
| České Budějovice  |        | Trhové Sviny (Schweinitz in Böhmen)                                                                                             | 1990 |      |
| České Budějovice  |        | Týn nad Vltavou (Moldauthein)                                                                                                   | 1990 |      |
| Český Krumlov     |        | Benešov nad Černou (Deutsch Beneschau)                                                                                          | 1995 |      |
| Český Krumlov     |        | Český Krumlov-Plešivec (Böhmisch Krumau, OT Flößberg) In dieser Stadt ist außerdem ein städtisches Denkmalreservat ausgewiesen. | 2003 |      |
| Český Krumlov     |        | Hořice na Šumavě (Höritz) | 1995 |      |
| Český Krumlov     |        | Chvalšiny (Kalsching) | 1990 |      |
| Český Krumlov     |        | Kaplice (Kaplitz) | 1990 |      |
| Český Krumlov     |        | Rožmberk nad Vltavou (Rosenberg)                                                                                                | 1990 |      |
| Český Krumlov     |        | Vyšší Brod (Hohenfurth) | 1995 |      |
| Jindřichův Hradec |        | Dačice (Datschitz) | 1990 |      |
| Jindřichův Hradec |        | Nová Bystřice (Neu Bistritz) | 1990 |      |
| Písek             |        | Mirovice (Mirowitz) | 2003 |      |
| Písek             |        | Písek (Pisek) | 1990 |      |
| Prachatice        |        | Husinec (Hussinetz) | 2003 |      |
| Prachatice        |        | Netolice (Nettolitz) | 1990 |      |
| Prachatice        |        | Vimperk (Winterberg) | 1990 |      |
| Prachatice        |        | Vlachovo Březí (Wällisch Birken)                                                                                                | 1995 |      |
| Strakonice        |        | Bavorov (Barau) | 2003 |      |
| Strakonice        |        | Blatná (Blatna) | 1990 |      |
| Strakonice        |        | Sedlice (Sedlitz) | 2003 |      |
| Strakonice        |        | Vodňany (Wodnian) | 1990 |      |
| Strakonice        |        | Volyně (Wolin) | 1990 |      |
| Tábor             |        | Bechyně (Bechin) | 1990 |      |
| Tábor             |        | Soběslav (Sobieslau) | 1990 |      |

## Plzeňský kraj(Pilsner Region)
| Kreis       | Wappen | Ort | Jahr | Bild |
| ----------- | ------ | --- | ---- | ---- |
| Domažlice   |        | Poběžovice (Ronsperg) | 1995 |      |
| Klatovy     |        | Horažďovice (Horaschdowitz)                                                                                                 | 1992 |      |
| Klatovy     |        | Kašperské Hory (Bergreichenstein)                                                                                           | 1992 |      |
| Klatovy     |        | Klatovy (Klattau) | 1992 |      |
| Klatovy     |        | Rabí (Rabi) | 1992 |      |
| Klatovy     |        | Strážov (Drosau) | 2003 |      |
| Klatovy     |        | Sušice (Schüttenhofen) | 1992 |      |
| Klatovy     |        | Velhartice (Wellartitz) | 1992 |      |
| Plzeň-jih   |        | Dobřany (Dobrzan) | 1992 |      |
| Plzeň-jih   |        | Spálené Poříčí (Brennporitschen)                                                                                            | 1992 |      |
| Plzeň-město |        | Plzeň-Bezovka (Pilsen-Bezovka, südliche Vorstadt) In dieser Stadt ist außerdem ein städtisches Denkmalreservat ausgewiesen. | 2003 |      |
| Plzeň-město |        | Plzeň-Lochotín (Pilsen-Lochotin, nördliche Vorstadt)                                                                        | 2003 |      |
| Plzeň-sever |        | Manětín (Manetin) | 1992 |      |
| Plzeň-sever |        | Město Touškov (Tuschkau Stadt)                                                                                              | 1992 |      |
| Plzeň-sever |        | Rabštejn nad Střelou (Rabenstein an der Schnella)                                                                           | 1992 |      |
| Plzeň-sever |        | Úterý (Neumarkt) | 1992 |      |
| Rokycany    |        | Rokycany (Rokitzan) | 1992 |      |
| Tachov      |        | Bor u Tachova (Haid) | 1992 |      |
| Tachov      |        | Planá (Plan) | 1992 |      |
| Tachov      |        | Stříbro (Mies) | 1992 |      |
| Tachov      |        | Tachov (Tachau) | 1992 |      |

## Karlovarský kraj(Karlsbader Region)
| Kreis        | Wappen | Ort                                                                                            | Jahr | Bild |
| ------------ | ------ | ---------------------------------------------------------------------------------------------- | ---- | ---- |
| Cheb         |        | Mariánské Lázně (Marienbad)                                                                    | 1992 |      |
| Cheb         |        | Teplá (Tepl)                                                                                   | 1992 |      |
| Karlovy Vary |        | Bečov nad Teplou (Petschau)                                                                    | 1992 |      |
| Karlovy Vary |        | Horní Blatná (Bergstadt Platten)                                                               | 1992 |      |
| Karlovy Vary |        | Jáchymov (Sankt Joachimsthal)                                                                  | 1992 |      |
| Karlovy Vary |        | Karlovy Vary (Karlsbad)                                                                        | 1992 |      |
| Karlovy Vary |        | Ostrov nad Ohří (Schlackenwerth)                                                               | 1992 |      |
| Karlovy Vary |        | Toužim (Theusing)                                                                              | 1992 |      |
| Karlovy Vary |        | Valeč (Waltsch)                                                                                | 1992 |      |
| Karlovy Vary |        | Žlutice (Luditz)                                                                               | 1992 |      |
| Sokolov      |        | Horní Slavkov (Schlaggenwald) Horní Slavkov war von 1952 bis 1961 städtisches Denkmalreservat. | 1992 |      |

## Ústecký kraj(Aussiger Region)
| Kreis          | Wappen | Ort | Jahr | Bild |
| -------------- | ------ | --- | ---- | ---- |
| Děčín          |        | Benešov nad Ploučnicí (Bensen)                                                                          | 1992 |      |
| Děčín          |        | Česká Kamenice (Böhmisch Kamnitz)                                                                       | 1992 |      |
| Děčín          |        | Jiřetín pod Jedlovou (Sankt Georgenthal)                                                                | 1992 |      |
| Děčín          |        | Šluknov (Schluckenau)                                                                                   | 1992 |      |
| Chomutov       |        | Chomutov (Komotau)                                                                                      | 1992 |      |
| Chomutov       |        | Klášterec nad Ohří (Klösterle an der Eger)                                                              | 1992 |      |
| Chomutov       |        | Mašťov (Maschau)                                                                                        | 2003 |      |
| Litoměřice     |        | Budyně nad Ohří (Budin an der Eger)                                                                     | 1992 |      |
| Litoměřice     |        | Roudnice nad Labem (Raudnitz an der Elbe)                                                               | 1992 |      |
| Louny          |        | Louny (Laun)                                                                                            | 1992 |      |
| Louny          |        | Žatec (Saaz, Prager Vorstadt) In dieser Stadt ist außerdem ein städtisches Denkmalreservat ausgewiesen. | 2003 |      |
| Most           |        | Litvínov-Osada (Oberleutensdorf, Wohnsiedlung Osada)                                                    | 2003 |      |
| Teplice        |        | Bílina (Bilin)                                                                                          | 1992 |      |
| Teplice        |        | Duchcov (Dux)                                                                                           | 1992 |      |
| Teplice        |        | Krupka (Graupen)                                                                                        | 1992 |      |
| Teplice        |        | Teplice (Teplitz)                                                                                       | 1992 |      |
| Ústí nad Labem |        | Chabařovice (Karbitz)                                                                                   | 1995 |      |

## Liberecký kraj(Reichenberger Region)
| Kreis              | Wappen | Ort                                           | Jahr | Bild |
| ------------------ | ------ | --------------------------------------------- | ---- | ---- |
| Česká Lípa         |        | Česká Lípa (Böhmisch Leipa)                   | 1992 |      |
| Česká Lípa         |        | Dubá (Dauba)                                  | 1992 |      |
| Liberec            |        | Jablonné v Podještědí (Deutsch Gabel)         | 1992 |      |
| Česká Lípa         |        | Kamenický Šenov (Steinschönau)                | 1992 |      |
| Česká Lípa         |        | Nový Bor (Haida)                              | 1992 |      |
| Česká Lípa         |        | Zákupy (Reichstadt)                           | 2003 |      |
| Jablonec nad Nisou |        | Jablonec nad Nisou (Gablonz an der Neiße)     | 1992 |      |
| Liberec            |        | Český Dub (Böhmisch Aicha)                    | 1992 |      |
| Liberec            |        | Frýdlant v Čechách (Friedland in Böhmen)      | 1992 |      |
| Liberec            |        | Hodkovice nad Mohelkou (Liebenau)             | 1995 |      |
| Liberec            |        | Hrádek nad Nisou (Grottau)                    | 2003 |      |
| Liberec            |        | Liberec (Reichenberg)                         | 1992 |      |
| Semily             |        | Jilemnice (Starkenbach)                       | 1990 |      |
| Semily             |        | Lomnice nad Popelkou (Lomnitz an der Popelka) | 2003 |      |
| Semily             |        | Turnov (Turnau)                               | 1990 |      |

## Královéhradecký kraj(Königgrätzer Region)
| Kreis               | Wappen | Ort | Jahr | Bild |
| ------------------- | ------ | --- | ---- | ---- |
| Hradec Králové      |        | Hradec Králové (Königgrätz, Vorstadt) In dieser Stadt ist außerdem ein städtisches Denkmalreservat ausgewiesen. | 1990 |      |
| Hradec Králové      |        | Nový Bydžov (Neu Bidschow)                                                                                      | 1990 |      |
| Jičín               |        | Pecka (Petzka)                                                                                                  | 2003 |      |
| Jičín               |        | Sobotka | 1990 |      |
| Jičín               |        | Železnice (Eisenstadtel)                                                                                        | 1990 |      |
| Náchod              |        | Broumov (Braunau)                                                                                               | 1990 |      |
| Náchod              |        | Jaroměř (Jermer)                                                                                                | 1990 |      |
| Náchod              |        | Náchod (Nachod)                                                                                                 | 1990 |      |
| Náchod              |        | Police nad Metují (Politz an der Mettau)                                                                        | 1990 |      |
| Náchod              |        | Stárkov (Starkstadt)                                                                                            | 2003 |      |
| Rychnov nad Kněžnou |        | Dobruška (Gutenfeld)                                                                                            | 2003 |      |
| Rychnov nad Kněžnou |        | Opočno (Opotschno)                                                                                              | 1990 |      |
| Rychnov nad Kněžnou |        | Rokytnice v Orlických horách (Rokitnitz i. Adlergebirge)                                                        | 2003 |      |
| Rychnov nad Kněžnou |        | Rychnov nad Kněžnou (Reichenau an der Knieschna)                                                                | 2003 |      |
| Trutnov             |        | Dvůr Králové (Königinhof an der Elbe)                                                                           | 1990 |      |
| Trutnov             |        | Hostinné (Arnau)                                                                                                | 1990 |      |
| Trutnov             |        | Pilníkov (Pilnikau)                                                                                             | 2003 |      |
| Trutnov             |        | Trutnov (Trautenau)                                                                                             | 1990 |      |
| Trutnov             |        | Vrchlabí (Hohenelbe)                                                                                            | 1990 | oder |
| Trutnov             |        | Žacléř (Schatzlar)                                                                                              | 2003 |      |

## Pardubický kraj(Pardubitzer Region)
| Kreis           | Wappen | Ort                                           | Jahr | Bild |
| --------------- | ------ | --------------------------------------------- | ---- | ---- |
| Chrudim         |        | Heřmanův Městec (Hermannstädtel)              | 1990 |      |
| Chrudim         |        | Chrast                                        | 1990 |      |
| Chrudim         |        | Chrudim                                       | 1990 |      |
| Chrudim         |        | Luže (Lusche)                                 | 1990 |      |
| Chrudim         |        | Předhradí bei Skuteč (Richenburg bei Skutsch) | 1990 |      |
| Pardubice       |        | Dašice (Daschitz)                             | 1990 |      |
| Svitavy         |        | Bystré (Bistrau)                              | 1990 |      |
| Svitavy         |        | Jevíčko (Gewitsch)                            | 1990 |      |
| Svitavy         |        | Polička (Politschka)                          | 1990 |      |
| Svitavy         |        | Svitavy (Zwittau)                             | 1990 |      |
| Ústí nad Orlicí |        | Brandýs nad Orlicí (Brandeis an der Adler)    | 1995 |      |
| Ústí nad Orlicí |        | Česká Třebová (Böhmisch Trübau)               | 1995 |      |
| Ústí nad Orlicí |        | Jablonné nad Orlicí (Gabel an der Adler)      | 1990 |      |
| Ústí nad Orlicí |        | Králíky (Grulich)                             | 1990 |      |
| Ústí nad Orlicí |        | Lanškroun (Landskron)                         | 1990 |      |
| Ústí nad Orlicí |        | Letohrad (Geiersberg)                         | 1990 |      |
| Ústí nad Orlicí |        | Ústí nad Orlicí (Wildenschwert)               | 1990 |      |
| Ústí nad Orlicí |        | Vysoké Mýto (Hohenmauth)                      | 1990 |      |
| Ústí nad Orlicí |        | Žamberk (Senftenberg in Böhmen)               | 1995 |      |

## Kraj Vysočina(Region Hochland)
| Kreis            | Wappen | Ort | Jahr | Bild |
| ---------------- | ------ | --- | ---- | ---- |
| Havlíčkův Brod   |        | Havlíčkova Borová (Borau)                                                                                     | 2003 |      |
| Havlíčkův Brod   |        | Havlíčkův Brod (Deutschbrod)                                                                                  | 1990 |      |
| Havlíčkův Brod   |        | Chotěboř (Chotieborsch)                                                                                       | 2003 |      |
| Havlíčkův Brod   |        | Ledeč nad Sázavou (Ledetsch an der Sasau)                                                                     | 2003 |      |
| Havlíčkův Brod   |        | Přibyslav (Primislau)                                                                                         | 1990 |      |
| Jihlava          |        | Brtnice (Pirnitz)                                                                                             | 1990 |      |
| Jihlava          |        | Polná (Polna)                                                                                                 | 1990 |      |
| Jihlava          |        | Telč-Staré Město (Teltsch-Altstadt) In dieser Stadt ist außerdem ein städtisches Denkmalreservat ausgewiesen. | 1995 |      |
| Jihlava          |        | Třešť (Triesch)                                                                                               | 1995 |      |
| Pelhřimov        |        | Červená Řečice (Roth Retschitz)                                                                               | 2003 |      |
| Pelhřimov        |        | Kamenice nad Lipou (Kamnitz an der Linde)                                                                     | 1990 |      |
| Pelhřimov        |        | Pacov (Patzau)                                                                                                | 1990 |      |
| Pelhřimov        |        | Počátky (Potschatek)                                                                                          | 1990 |      |
| Třebíč           |        | Jaroměřice nad Rokytnou (Jarmeritz)                                                                           | 1990 |      |
| Třebíč           |        | Jemnice (Jamnitz)                                                                                             | 1990 |      |
| Třebíč           |        | Moravské Budějovice (Mährisch Budwitz)                                                                        | 1990 |      |
| Třebíč           |        | Náměšť nad Oslavou (Namiest an der Oslawa)                                                                    | 1990 |      |
| Třebíč           |        | Třebíč (Trebitsch)                                                                                            | 1990 |      |
| Žďár nad Sázavou |        | Jimramov (Ingrowitz)                                                                                          | 1990 |      |
| Žďár nad Sázavou |        | Nové Město na Moravě (Neustadt in Mähren)                                                                     | 1990 |      |
| Žďár nad Sázavou |        | Velká Bíteš (Groß Bittesch)                                                                                   | 1990 |      |
| Žďár nad Sázavou |        | Velké Meziříčí (Groß Meseritsch)                                                                              | 1990 |      |

## Jihomoravský kraj(Südmährische Region)
| Kreis       | Wappen | Ort                                       | Jahr | Bild |
| ----------- | ------ | ----------------------------------------- | ---- | ---- |
| Blansko     |        | Boskovice (Boskowitz)                     | 1990 |      |
| Brno-venkov |        | Doubravník (Doubrawnik)                   | 1995 |      |
| Brno-venkov |        | Ivančice (Eibenschütz)                    | 1990 |      |
| Brno-venkov |        | Lomnice u Tišnova (Lomnitz)               | 1990 |      |
| Břeclav     |        | Valtice (Feldsberg)                       | 1990 |      |
| Hodonín     |        | Kyjov (Gaya)                              | 1995 |      |
| Hodonín     |        | Strážnice (Straßnitz)                     | 1990 |      |
| Hodonín     |        | Veselí nad Moravou (Wessely an der March) | 1995 |      |
| Vyškov      |        | Slavkov u Brna (Austerlitz)               | 1990 |      |
| Vyškov      |        | Vyškov (Wischau)                          | 1990 |      |
| Znojmo      |        | Jevišovice (Jaispitz)                     | 1990 |      |
| Znojmo      |        | Moravský Krumlov (Mährisch Kromau)        | 1990 |      |

## Olomoucký kraj(Olmützer Region)
| Kreis     | Wappen | Ort                            | Jahr | Bild |
| --------- | ------ | ------------------------------ | ---- | ---- |
| Jeseník   |        | Javorník (Jauernig)            | 1992 |      |
| Jeseník   |        | Vidnava (Weidenau)             | 1992 |      |
| Jeseník   |        | Zlaté Hory (Zuckmantel)        | 1992 |      |
| Olomouc   |        | Litovel (Littau)               | 1992 |      |
| Olomouc   |        | Šternberk (Mährisch-Sternberg) | 1992 |      |
| Olomouc   |        | Uničov (Mährisch-Neustadt)     | 1992 |      |
| Prostějov |        | Prostějov (Proßnitz in Mähren) | 1990 |      |
| Přerov    |        | Hranice (Mährisch Weißkirchen) | 1992 |      |
| Přerov    |        | Potštát (Bodenstadt)           | 2003 |      |
| Přerov    |        | Přerov (Prerau)                | 1992 |      |
| Přerov    |        | Tovačov (Tobitschau)           | 1992 |      |
| Šumperk   |        | Branná (Goldenstein)           | 1992 |      |
| Šumperk   |        | Mohelnice (Müglitz)            | 1992 |      |
| Šumperk   |        | Štíty (Mährisch Schildberg)    | 1992 |      |
| Šumperk   |        | Šumperk (Mährisch Schönberg)   | 1992 |      |

## Moravskoslezský kraj(Mährisch-schlesische Region)
| Kreis         | Wappen | Ort                                                     | Jahr | Bild |
| ------------- | ------ | ------------------------------------------------------- | ---- | ---- |
| Bruntál       |        | Bruntál (Freudenthal)                                   | 1992 |      |
| Bruntál       |        | Rýmařov (Römerstadt)                                    | 2003 |      |
| Frýdek-Místek |        | Brušperk (Braunsberg)                                   | 1992 |      |
| Frýdek-Místek |        | Frýdek (Friedeck)                                       | 1992 |      |
| Frýdek-Místek |        | Místek (Mistek)                                         | 1992 |      |
| Karviná       |        | Karviná (Karwin)                                        | 1992 |      |
| Nový Jičín    |        | Bílovec (Wagstadt)                                      | 1992 |      |
| Nový Jičín    |        | Frenštát pod Radhoštěm (Frankstadt unter dem Radhoscht) | 2003 |      |
| Nový Jičín    |        | Fulnek                                                  | 1992 |      |
| Nový Jičín    |        | Odry (Odrau)                                            | 1992 |      |
| Opava         |        | Budišov nad Budišovkou (Bautsch)                        | 2003 |      |
| Opava         |        | Hlučín (Hultschin)                                      | 1992 |      |
| Opava         |        | Hradec nad Moravicí (Grätz)                             | 2003 |      |
| Opava         |        | Opava (Troppau)                                         | 1992 |      |
| Ostrava-město |        | Moravská Ostrava (Mährisch Ostrau)                      | 1992 |      |
| Ostrava-město |        | Ostrava-Poruba (Mährisch Ostrau-Hannersdorf)            | 2003 |      |
| Ostrava-město |        | Ostrava-Přívoz (Mährisch Ostrau-Priwoz)                 | 2003 |      |
| Ostrava-město |        | Ostrava-Vítkovice (Mährisch Ostrau-Witkowitz)           | 2003 |      |

## Zlínský kraj(Region Zlin)
| Kreis            | Wappen | Ort                                                           | Jahr | Bild |
| ---------------- | ------ | ------------------------------------------------------------- | ---- | ---- |
| Kroměříž         |        | Holešov (Holleschau)                                          | 1990 |      |
| Uherské Hradiště |        | Uherské Hradiště (Ungarisch Hradisch)                         | 1990 |      |
| Uherské Hradiště |        | Uherský Brod (Ungarisch Brod)                                 | 1990 |      |
| Uherské Hradiště |        | Uherský Ostroh (Ungarisch Ostrau)                             | 1990 |      |
| Vsetín           |        | Kelč (Keltsch)                                                | 1992 |      |
| Vsetín           |        | Valašské Meziříčí (Wallachisch Meseritsch)                    | 1992 |      |
| Zlín             |        | Brumov (Brumow)                                               | 1995 |      |
| Zlín             |        | Sidonie (dělnická kolonie) (Brumow, Arbeitersiedlung Sidonie) | 1995 |      |
| Zlín             |        | Fryšták (Freistadtl)                                          | 1995 |      |
| Zlín             |        | Luhačovice (Bad Luhatschowitz)                                | 1990 |      |
| Zlín             |        | Napajedla (Napajedl)                                          | 1995 |      |
| Zlín             |        | Valašské Klobouky (Wallachisch Klobouk)                       | 1995 |      |
| Zlín             |        | Vizovice (Wisowitz)                                           | 1995 |      |
| Zlín             |        | Zlín (Zlin)                                                   | 1990 |      |